# Orthopappus angustifolius
Orthopappus angustifolius là một loài thực vật có hoa trong họ Cúc. Loài này được (Sw.) Gleason mô tả khoa học đầu tiên năm 1906.